# Georg Hesler
Georg Hesler (Würzburg, 1427 – Melk, 21 settembre 1482) è stato un cardinale tedesco.

## Biografia
Nacque a Würzburg nel 1427.
Papa Sisto IV lo elevò al rango di cardinale nel concistoro del 10 dicembre 1477.
Morì il 21 settembre 1482, all'età di 55 anni.

## Genealogia episcopale
La genealogia episcopale è:
- Cardinale Guillaume d'Estouteville, O.S.B.Clun
- Papa Sisto IV
- Cardinale Georg Hesler